# Tự cháy ở người

Hiện trường tại dinh thự của Helen Conway, tại đó có một chiếc ghế bọc nệm bị cháy sém dưới những bức tường đen trong góc nhà. Dưới gầm ghế là đôi chân cháy dở của bà Conway.

Tự cháy ở người (tiếng Anh: Spontaneous human combustion, SHC) là một khái niệm giả khoa học được miêu tả khi cơ thể người (còn sống hoặc vừa chết) tự bốc cháy mà không phải do các tác nhân gây cháy khách quan từ bên ngoài. Trong thực tế, lịch sử đã ghi nhận những trường hợp tự cháy được xếp vào hiện tượng SHC. Ngoài các trường hợp được báo cáo gần đây, các mô tả về hiện tượng này còn được cho là xuất hiện trong nhiều tài liệu cổ xưa và cả hai đều có những khái niệm tương đồng với nhau.
Các cuộc điều tra khoa học sau đó đã được mở ra nhằm cố gắng phân tích những trường hợp SHC được báo cáo và đưa ra các giả thuyết liên quan đến nhiều nguyên nhân và cơ chế tiềm ẩn, bao gồm hành vi và thói quen của nạn nhân (uống rượu và tiếp xúc gần với các nguồn gây cháy), cũng như chất béo trong cơ thể dễ cháy, acetone tích tụ, tĩnh điện, vi khuẩn, khí metan và thậm chí là có cả sự can thiệp của Chúa. Hiện nay, nguyên nhân được giới khoa học đồng tình nhiều nhất là "hiệu ứng sợi bấc" - được giải thích là khi tóc hay quần áo chính là sợi bấc bắt lửa, đầu tiên ngọn lửa ấy sẽ đốt cháy lớp da người. Phần mỡ dưới da sẽ ngấm vào quần áo và tiếp tục trở thành nhiên liệu cho sự cháy.

## Lịch sử
Ngày 2 tháng 7 năm 1951, một phụ nữ 67 tuổi tên Mary Reeser ở bang Florida, Mỹ, được chủ thuê nhà phát hiện đã chết cháy trong phòng riêng. Sau khi ngửi thấy mùi khét và nhận ra tay nắm cửa phòng của Mary nóng bất thường, người chủ nhà đã liên lạc với các nhà chức trách để tìm hiểu vấn đề. Sau khi mở cửa ra thì họ phát hiện Mary đã bị thiêu rụi thành tro trong phòng, nhưng một chân của bà thì vẫn còn nguyên vẹn.

Hình vẽ mô tả người tự bốc cháy.

Thế nhưng, đây lại không phải là trường hợp đầu tiên gặp phải hiện tượng này. Theo Ancient-origins, lịch sử 300 năm qua đã ghi nhận hơn 200 trường hợp con người bỗng dưng bốc cháy tới chết, không có dấu hiệu của việc bị thiêu từ một nguồn tác động bên ngoài. Các nạn nhân thường được phát hiện khi đang ở một mình trong nhà, với phần đầu và thân cháy rụi, tay chân còn nguyên vẹn. Trong vài trường hợp khác, nội tạng của họ lại không bị tổn hại. Các căn phòng hiện trường cũng không phát hiện thấy dấu vết bị cháy, ngoài một dư lượng dầu mỡ trên đồ nội thất và tường.
Năm 1641, bác sĩ người Đan Mạch, Thomas Bartholin (1616-1680), đã mô tả cái chết kì lạ của Polonus Vorstius - một hiệp sĩ người Italy, trong cuốn sách ghi chép về những căn bệnh lạ. Năm 1470, sau khi uống một ít rượu mạnh, Vorstius bắt đầu nôn ra lửa trước khi bốc cháy. Đây được coi là trường hợp tự cháy ở người đầu tiên trong lịch sử nhân loại được y khoa ghi nhận.
Năm 1673, tác giả người Pháp Jonas Dupont cũng đã xuất bản một cuốn sách nghiên cứu về các trường hợp tự cháy (SHC). Một trong những vụ nổi tiếng nhất ở Pháp là năm 1725, một chủ nhà trọ ở Paris tỉnh giấc và phát hiện vợ mình đã cháy thành tro, thi thể nằm trên tấm đệm rơm. Tấm đệm còn nguyên, không bị cháy. Đồ gỗ xung quanh bà cũng còn nguyên. Tất cả những gì còn lại của người vợ là hộp sọ, vài đốt xương sống và xương cẳng chân. Người chồng ban đầu bị tình nghi là giết vợ, nhưng sau đó ông đã được tuyên vô tội nhờ lời khai của một bác sĩ phẫu thuật. Bác sĩ này tình cờ nghỉ lại tại khu nhà trọ và đã làm chứng cho người chồng. Cái chết của người vợ sau đó được tuyên bố là do "sự trừng phạt của Chúa".
Hiện tượng đốt cháy tự cháy ở người từ đó dần trở nên phổ biến hơn vào thế kỷ 19. Một bài báo nói về chủ đề này đã được đăng trên Tạp chí Y khoa  Anh vào năm 1938. Một bài báo của L. A. Parry cũng đã trích dẫn một cuốn sách Luật học Y khoa xuất bản năm 1823, nói rằng những điểm chung giữa các trường hợp tự cháy ở người được ghi nhận bao gồm các đặc điểm sau:
- Nạn nhân là những người nghiện rượu mãn tính
- Thường là phụ nữ cao tuổi
- Cơ thể không tự bốc cháy, nhưng một số nguồn gây cháy đã tiếp xúc vào
- Bàn tay và chân thường rơi ra
- Các đám cháy thường gây ra rất ít thiệt hại cho các vật dễ cháy tiếp xúc với cơ thể
- Khi đốt xác để lại một cặn bã nhờn và khét, bốc mùi rất khó chịu
- ...[9]

## Nghiên cứu khoa học
Một dự án nghiên cứu khoa học kéo dài hai năm liên quan đến ba mươi trường hợp lịch sử được cho là do hiện tượng SHC gây ra đã được tiến hành vào năm 1984 bởi nhà điều tra khoa học Joe Nickell và nhà phân tích pháp y John F. Fischer. Sau đó, một bản báo cáo dài gồm hai phần của dự án nghiên cứu này đã được xuất bản trên tạp chí của International Association of Arson Investigators.
Theo cuộc điều tra của Nickell và Fischer, việc xem xét các trường hợp tự cháy ở người trong thế kỷ 18, 19 và 20 cho thấy rằng các thi thể bị đốt cháy gần với các nguồn có thể bắt lửa như nến, đèn, lò sưởi, v.v.. Tuy nhiên các nguồn như vậy lại thường bị lược bỏ khỏi các trang báo đã công bố về những vụ việc này, có lẽ là để làm tăng thêm bầu không khí bí ẩn xung quanh cái chết dường như là sự "tự phát". Các cuộc điều tra cũng phát hiện ra rằng có mối tương quan giữa cái chết được cho là do SHC và tình trạng say xỉn của nạn nhân (hoặc các dạng mất khả năng hoạt động khác) gây ra có thể khiến họ bất cẩn và không thể phản ứng kịp khi gặp tai nạn. Trong trường hợp việc tàn phá cơ thể không quá rộng rãi, nguồn nhiên liệu dễ cháy nhất có thể là quần áo của nạn nhân hoặc vật che phủ như chăn hoặc quần áo.
Tuy nhiên, khi những vụ tự cháy ở người gây cháy lớn trên diện rộng hơn thì nhiều người đã nghĩ đến các vật bắt cháy có thể ở gần cơ thể nạn nhân như chất liệu nhồi ghế, tấm trải sàn, sàn nhà, và những thứ tương tự khác trong một quá trình tuần hoàn được gọi là "hiệu ứng sợi bấc".
Cũng theo điều tra của Nickell và Fischer, các vật thể gần đó thường không bị hư hại vì lửa có xu hướng cháy lên phía trên, nhưng lại theo chiều ngang. Các đám cháy được đề cập đến là tương đối nhỏ, không đạt được sự tàn phá đáng kể bởi hiệu ứng bấc, và các vật thể tương đối gần có thể cũng sẽ không đủ gần để tự bốc cháy (nhiều khi người ta có thể đến gần một ngọn lửa trại mà không cháy). Cũng như những bí ẩn khác, Nickell và Fischer đã cảnh báo chống lại "lời giải thích đơn lẻ, đơn giản cho tất cả những cái chết cháy bất thường là vì tâm linh" mà khuyến khích nên điều tra "dựa trên cơ sở cá nhân, lý thuyết và khoa học".
Một nghiên cứu năm 2002 của Angi M. Christensen thuộc Đại học Tennessee đã hỏa táng cả những mẫu xương người khỏe mạnh và loãng xương để so sánh sự thay đổi màu sắc và sự phân mảnh. Nghiên cứu cho thấy rằng các mẫu xương bị loãng xương "thường xuyên cho thấy sự đổi màu nhiều hơn và mức độ phân mảnh lớn hơn so với những mẫu xương khỏe mạnh." Nghiên cứu tương tự cũng cho thấy rằng khi mô người bị đốt cháy, ngọn lửa tạo ra một lượng nhiệt nhỏ, cho thấy lửa không có khả năng lây lan từ mô đang cháy.

## Trong văn hóa đại chúng
- Trong cuốn tiểu thuyết Redburn của Herman Melville xuất bản năm 1849, một thủy thủ có tên Miguel Saveda đã gặp phải hiện tượng SHC khi vừa uống rượu vừa say xỉn đi về nhà, sự việc này đã được kể lại trong tiểu thuyết một cách hết sức buồn cười và ngớ ngẩn.
- Trong cuốn tiểu thuyết Bleak House của Charles Dickens, nhân vật ông Krook chết vì tự bốc cháy ở cuối chương 10. Dickens đã nghiên cứu chi tiết về một số câu chuyện đương thời về hiện tượng tự cháy ở người trước khi viết phần đó của cuốn tiểu thuyết, và sau đó ông bị nhận lời chỉ trích từ một người bạn là nhà khoa học vì cho rằng đang phạm phải "lỗi sai nghiêm trọng". Cái chết của ông Krook sau đó đã được mô tả là "trường hợp nổi tiếng nhất trong văn học" về hiện tượng tự cháy ở người.[10]
- Trong cuốn truyện tranh Đường sắt Glenmutchkin của William Edmondstoune Aytoun, xuất bản năm 1845 trên Tạp chí Blackwood, một trong những giám đốc đường sắt, Sir Polloxfen Tremens, được cho là đã chết vì tự cháy.[11]
- Trong bộ phim tài liệu giả tưởng This Is Spın̈al Tap phát hành năm 1984 nói về ban nhạc heavy metal hư cấu Spinal Tap, hai trong số những tay trống cũ của ban nhạc được cho là đã chết trong các vụ tự cháy tại các sân khấu riêng biệt.[12]
- Vào màn đầu của trò chơi điện tử Parasite Eve phát hành năm 1998, toàn bộ khán giả trong Hội trường Carnegie đã tự nhiên bốc cháy (trừ Aya Brea, nhân vật chính của trò chơi) trong một buổi thuyết trình opera khi nữ diễn viên chính Melissa Pierce bắt đầu hát.